# Smrt talentovaného ševce
Smrt talentovaného ševce je detektivní román Václava Erbena, devátý ze série příběhů, kde hlavní postavou je kriminalista kapitán Exner. Knižně poprvé vyšel v roce 1978 v nakladatelství Československý spisovatel, edice Spirála. V roce 1982 byl zfilmován pod stejným názvem v režii Jana Schmidta, v roce 2022 Český rozhlas natočil také rozhlasovou dramatizaci románu.

## Děj
Kapitán Exner přijíždí na dovolenou do malého města v podhůří Orlických hor, ve kterém se nachází významný renesanční zámek obklopený rozlehlým anglickým parkem. V románu se město i zámek jmenují Opolná, de facto to však jsou město a zámek Opočno. Záhy je však zavražděn Rambousek, švec a lidový řezbář, který se jako samouk stal oceňovaným naivním malířem. Kapitán Exner je z dovolené odvolán a se svými stálými spolupracovníky Beránkem a Vlčkem zahajuje vyšetřování vraždy, kterou má na svědomí pravděpodobně někdo z místních obyvatel.

## Vydání

### Česká vydání
Román je již devátým ze série příběhů, kde hlavní postavou je kapitán Exner, vzhledem i chováním rozhodně „netuctový“ kriminalista Veřejné bezpečnosti, přestože román vyšel v době pokračují tzv. normalizace. Kromě již zmíněného prvního vydání z roku 1978 v nakladatelství Československý spisovatel a edici Spirála se román dočkal několika dalších reedic.
V roce 1992 to bylo v nakladatelství Svoboda v edici 12x kapitán Exner (svazek 9), v roce 2003 v v nakladatelství MOBA v cyklu kapitán Exner, v roce 2020 elektronické vydání Městské knihovny Praha. Kromě toho Knihovna a tiskárna pro nevidomé K. E. Macana vydala román v roce 2021 jako audiodisk pro nevidomé a zrakově postižené a v roce 2022 vydal Český rozhlas záznam níže podrobněji popsané rozhlasové dramatizace románu.

### Zahraniční vydání
Román se dočkal také řady zahraničních vydání v různých zemích a jazycích, možná nejvíce ze všech knih s kapitánem Exnerem. V roce 1980 vyšel německý překlad pod názvem Der Tod des talentierten Schusters v berlínském nakladatelství Verlag Das Neue Berlin. V roce 1982 vyšel román v ruštině (Moskva, nakladatelství Raduga) v jednom svazku společně s románem Kilometr devatenáct Eduarda Fikera pod názvem Sovremennyj čechoslovackij detektiv.
V roce 1982 vyšel také švédský překlad Den begåvade skomakarens död v nakladatelství Bra Deckare. V roce 1984 román vyšel v estonštině pod názvem Andeka kingsepa surm (Tallin, nakladatelství Eesti Raamat) a v roce 1988 pak byl vydán polsky ve Varšavě v nakladatelství Czytelnik jako Śmierć utalantowanego szewca.

## Filmová adaptace
V roce 1982 natočil stejnojmenný film režisér Jan Schmidt, který se také podílel na scénáři (společně s autorem románové předlohy). Hlavní postavu kapitána Exnera ztvárnil Jiří Kodet, jeho stále spolupracovníky Beránka a Vlčka pak Antonín Hardt a Karel Chromík. Jana Boušková hrála průvodkyni na zámku Lídu Muršovou. Z dalších tvůrců stojí za to zmínit hudbu Oty Petřiny, který složil píseň Je téměř půlnoc (text Pavel Žák) a kterou zpívá Petra Janů.

## Rozhlasová dramatizace
V roce 2022 Český rozhlas připravil také rozhlasovou dramatizaci románu jako četbu na pokračování (10 dílů). Účinkuje Tomáš Jirman, připravila Eva Lenartová, zvukový mistr Marek Hoblík, režie Tomáš Soldán. Od tohoto roku je také k zakoupení v Radiotéce Českého rozhlasu.